# ジョン・ルフーア
ジョン・ルフーア（John Refoua、1964年12月8日 - 2023年5月14日）は、編集技師である。

## 人物
映画『アバター』を編集したことにより、ジェームズ・キャメロンとスティーヴン・E・リフキンと共に第82回アカデミー賞編集賞にノミネートされた。映画の他に『Touched by an Angel』、『ツイン・ピークス』、『ロー&オーダー』といったテレビシリーズも編集している。
2023年5月16日、同月14日に胆道癌の合併症により死去したと報じられた。58歳没。

## 主なフィルモグラフィ
- ジェームズ・キャメロンのタイタニックの秘密 Ghosts of the Abyss (2003)
- ポリス・バカデミー/マイアミ危機連発! Reno 911!: Miami (2007)
- 燃えよ!ピンポン Balls of Fury (2007)
- アバター Avatar (2009)
- 21オーバー 最初の二日酔い 21 & Over (2012)
- エンド・オブ・ホワイトハウス Olympus has Fallen (2013)
- イコライザー The Equalizer (2014)
- ジオストーム Geostorm (2017)